# NP (clase de complejidad)
En teoría de la complejidad computacional, NP es el acrónimo en inglés de nondeterministic polynomial time ("tiempo polinómico no determinista"). Es el conjunto de problemas que pueden ser resueltos en tiempo polinómico por una máquina de Turing no determinista.

## La clase NP
La importancia de esta clase de problemas de decisión es que contiene muchos problemas de búsqueda y de optimización para los que se desea saber si existe una cierta solución o si existe una mejor solución que las conocidas. En esta clase están el problema del viajante (también llamado "problema del viajante de comercio" o "problema del agente viajero") donde se quiere saber si existe una ruta óptima que pasa por todos los nodos en un cierto grafo y el problema de satisfacibilidad booleana en donde se desea saber si una cierta fórmula de lógica proposicional puede ser cierta para algún conjunto de valores booleanos para las variables.
Dada su importancia, se han hecho muchos esfuerzos para encontrar algoritmos que decidan algún problema de NP en tiempo polinómico. Sin embargo, pareciera que para algunos problemas de NP (los del conjunto NP-completo) no es posible encontrar un algoritmo mejor que simplemente realizar una búsqueda exhaustiva.
En el artículo de 2002, "PRIMES is in P", Manindra Agrawal con sus estudiantes, encontró un algoritmo que trabaja en tiempo polinómico para el problema de saber si un número es primo. Anteriormente se sabía que ese problema estaba en NP, si bien no en NP-completo, ahora se sabe que también está en P.
El primer problema natural que se demostró que es completo NP fue el problema de satisfacibilidad booleana. Este resultado fue demostrado por Stephen Cook en 1971, y se lo llamó el teorema de Cook. La demostración de Cook de que la satisfacibilidad es un problema NP-completo es muy complicada. Sin embargo, después de que este problema se demostrara que es NP-Completo, es fácil demostrar que muchos otros problemas pertenecen a esta clase. Por lo tanto, una amplia clase de problemas en principio inconexos son reducibles unos a otros, y por lo tanto resultan en "el mismo problema" -- un resultado profundo e inesperado.

## Relación con otras clases de complejidad
NP contiene todos los problemas pertenecientes a las clases P y NP-C, y a su vez está contenido en el conjunto de los PSPACE. Aún se desconoce si estas inclusiones son estrictas o no, y si la intersección entre los NP y Co-NP es o no vacía.
En particular, el mayor problema en ciencias de la computación consiste en responder al siguiente problema de decisión: ¿P = NP?

## Ejemplo: problemaClique
Denominamos CLIQUE al siguiente problema:
Dado un grafo G y un entero k, ¿es posible encontrar un subgrafo de G completo de tamaño k?
• Claramente CLIQUE pertenece a NP.
• Ahora deberemos hacer una reducción de SAT a NP.
• Supongamos que tenemos una fórmula en (FNC):
C1 v C2 v. .. v Ck con n variables proposicionales.
Formaremos un grafo G con un nodo por cada literal que aparece en cada cláusula. Cada nodo está etiquetado con el literal que le dio origen.Agregaremos un arco entre un nodo etiquetado con l y un nodo etiquetado con l0 si y solo si:
– l y l0 están en cláusulas distintas.
– l no es el literal complementario de l.

## Otros ejemplos
Camino máximo: Dados dos vértices de un grafo encontrar el camino (simple) máximo.
Ciclo Hamiltoniano: Ciclo simple que contiene cada vértice del grafo.